# Кубок мира по борьбе 1956
Кубок мира по борьбе 1956 года (тур. Dünya Kupası Sampiyonlugu serbest ve greko-romen) прошёл в конце мая в Стамбуле, на стадионе «Митхатпаша». Соревнования проводились под эгидой ФИЛА. Соревнования смотрело около 20 тыс. зрителей на стадионе. В соревнованиях по борьбе вольного стиля принял участие 61 спортсмен из 12 стран, они проходили с 25 по 27 мая. В соревнованиях по греко-римской борьбе приняли участие 89 спортсменов из 16 стран, они проходили с 29 по 31 мая. Победу в командном зачёте соревнований по борьбе вольного стиля одержала сборная команда Турции, набравшая 44 балла из 48 возможных, следом за ней финишировала сборная СССР (одно первое место и четыре вторых). Победу в командном зачёте соревнований по греко-римской борьбе одержала сборная СССР (шесть первых мест), набрав 39 баллов. Победу в общем командном зачёте одержала сборная СССР, став обладательницей кубка мира.

## Страны-участницы
В чемпионате принимали участие команды следующих государств и территорий: НРБ, ВНР, ФРГ, Египет, Иран, Италия, Ливан, ПНР, СРР, Саар, СССР, Турция, Финляндия, Франция, Швейцария, Югославия, Япония. США не прислали свою команду на соревнования.

## Ход соревнований
Сначала проходили поединки борцов вольного стиля, затем проходили поединки борцов греко-римского стиля. В поединке  борцов греко-римского стиля тяжёлой весовой категории сошлись советский борец Йоханнес Коткас и турецкий борец Хамит Каплан. Каплан был почти вдвое моложе Коткаса, тем не менее опыт взял верх. Решающим поединком стал поединок советского борца Владимира Сташкевича с венгром Имре Пойяком, — от результата этой встречи зависела судьба командного первенства, если бы Сташкевич проиграл, кубок бы достался турецкой сборной. Благодаря победе Сташкевича чаша весов склонилась в пользу СССР и кубок достался советской стороне.

## Общий зачёт
| Общее количество победителей | Общее количество победителей | Общее количество победителей | Общее количество победителей | Общее количество победителей | Общее количество победителей |
| Место                        | Страна                       | 1-е место                    | 2-е место                    | 3-е место                    | Всего                        |
| ---------------------------- | ---------------------------- | ---------------------------- | ---------------------------- | ---------------------------- | ---------------------------- |
| 1                            | СССР                         | 7                            | 4                            | 0                            | 11                           |

## Финалисты в индивидуальном зачёте

### Вольная борьба
| Баллы | Баллы    | Баллы |
| ----- | -------- | ----- |
| 1     | Турция   | 44    |
| 2     | СССР     | 31,4  |
| 3     | Болгария | 25,4  |
| 4     | Иран     | 18,2  |
| 5     | Япония   | 13    |

| Категория                   | 1 место                   | 2 место                    | 3 место                  |
| --------------------------- | ------------------------- | -------------------------- | ------------------------ |
| До 52 кг (наилегчайший вес) | Хюсейин Акбаш Турция      | Мириан Цалкаламанидзе СССР | Кадзуо Дзида Япония      |
| До 57 кг (легчайший вес)    | Мустафа Дагыстанлы Турция | Байрам Джанини Иран        | Минору Иизука Япония     |
| До 62 кг (полулёгкий вес)   | Сёдзо Сасахара Япония     | Линар Салимуллин СССР      | Байрам Шит Турция        |
| До 67 кг (лёгкий вес)       | Алимбег Бестаев СССР      | Георги Зайчев НРБ          | Хайрулла Шахин Турция    |
| До 73 кг (полусредний вес)  | Ибрагим Зенгин Турция     | Саид Муртазов НРБ          | Ханс Зоммер ФРГ          |
| До 79 кг (средний вес)      | Исмет Атлы Турция         | Никола Станчев НРБ         | Кадзуо Кацурамото Япония |
| До 87 кг (полутяжёлый вес)  | Адиль Атан Турция         | Борис Кулаев СССР          | Хоссейн Нури Иран        |
| Свыше 87 кг (тяжёлый вес)   | Хамит Каплан Турция       | Арсен Мекокишвили СССР     | Юсеин Мехмедов НРБ       |

### Греко-римская борьба
| Баллы | Баллы     | Баллы |
| ----- | --------- | ----- |
| 1     | СССР      | 39    |
| 2     | Турция    | 36,5  |
| 3     | Болгария  | 20    |
| 4     | Финляндия | 14    |
| 4     | Венгрия   | 14    |
| 6     | Югославия | 13    |
| 7     | Румыния   | 10    |
| 8     | ФРГ       | 5     |
| 9     | Саар      | 4     |

| Категория                   | 1 место                   | 2 место                   | 3 место                   |
| --------------------------- | ------------------------- | ------------------------- | ------------------------- |
| До 52 кг (наилегчайший вес) | Дурсун Али Эгрибаш Турция | Иштван Барани ВНР         | Симон Саар                |
| До 57 кг (легчайший вес)    | Яшар Йылмаз Турция        | Динко Петров НРБ          | Франчиск Хорват СРР       |
| До 62 кг (полулёгкий вес)   | Владимир Сташкевич СССР   | Осман Камбур Турция       | Имре Пойяк ВНР            |
| До 67 кг (лёгкий вес)       | Владимир Росин СССР       | Кюёсти Лехтонен Финляндия | Рыза Доган Турция         |
| До 73 кг (полусредний вес)  | Владимир Манеев СССР      | Митхат Байрак Турция      | Вейкко Рантанен Финляндия |
| До 79 кг (средний вес)      | Гиви Картозия СССР        | Бранислав Симич Югославия | Хорст Хесс ФРГ            |
| До 87 кг (полутяжёлый вес)  | Аркадий Ткачёв СССР       | Петко Сираков НРБ         | Дьюла Ковач ВНР           |
| Свыше 87 кг (тяжёлый вес)   | Йоханнес Коткас СССР      | Хамит Каплан Турция       | Юсеин Мехмедов НРБ        |

## Приз лучшему борцу соревнований
Алимбег Бестаев, который выиграл все пять схваток на туше, потратив на них в общей сложности 20 минут, то есть немногим более времени, положенного на одну схватку, был награждён специальным призом, учреждённым для наиболее результативного борца всех соревнований, и по вольной и по классической борьбе. Среди побеждённых им были: Мехмет Целеби (Турция) — 4 минуты 30 секунд; Георги Зайчев (НРБ) — менее 1 минуты. За свои впечатляющие победы Бестаев получил репутацию сильнейшего борца мира вне зависимости от стиля и весовой категории.

## Церемония закрытия
31 мая состоялась церемония закрытия кубка мира. Семь раз (по числу занявших первые места) над стадионом Митхатпаша поднимался государственный флаг СССР и исполнялся гимн Советского Союза. Закрывая соревнования, губернатор и председатель муниципалитета Стамбула профессор Керим Гёкай сказал, что соревнования подобного рода способствуют установлению взаимопонимания между народами и установлению мира во всем мире.